# Dics del diable

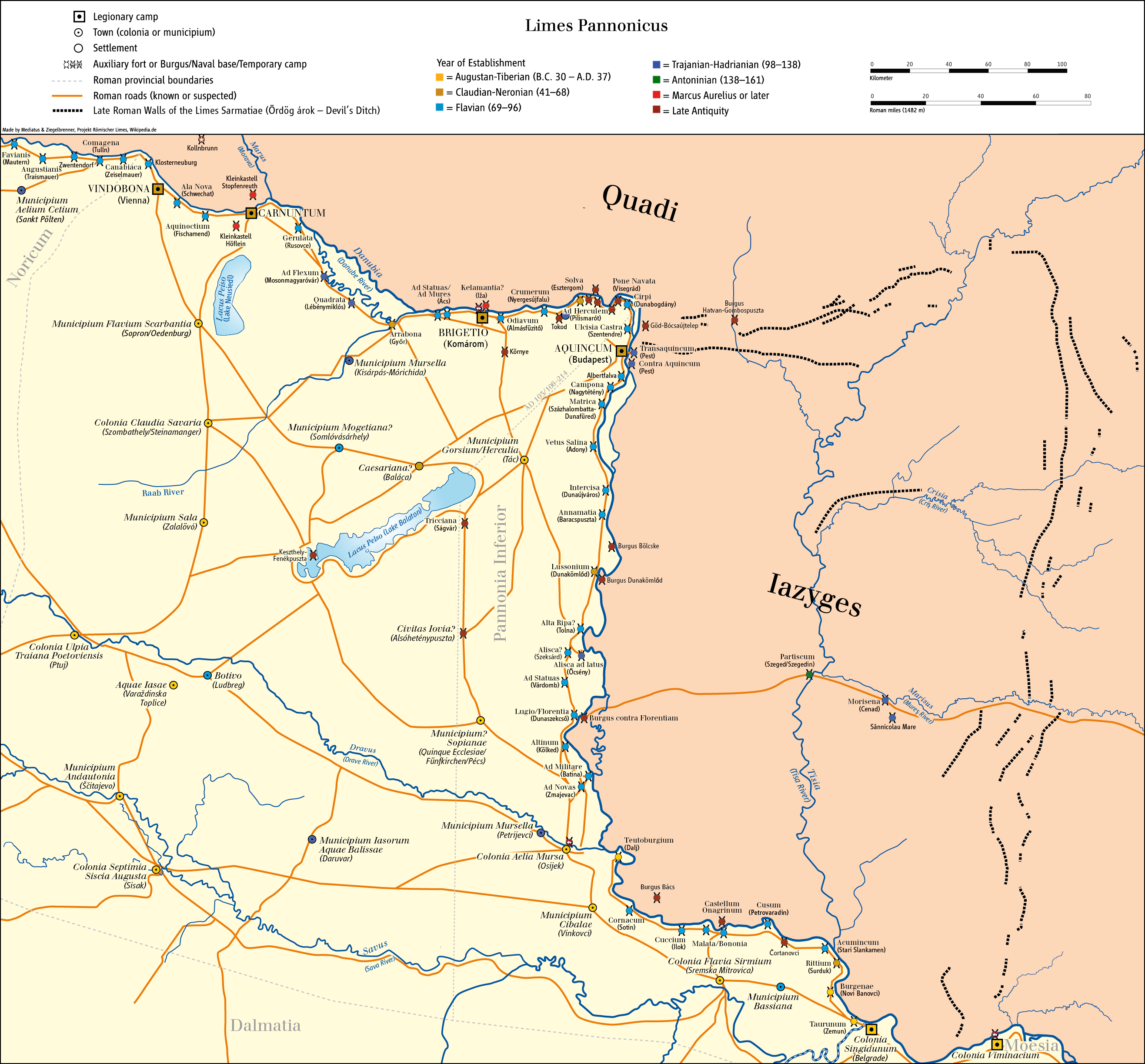
Les "Limes Sarmatiae" o dics del diable a la plana oriental de Pannònia: un grup de línies de fortificacions romanes fetes per Constantí I

Els Dics del diable (en hongarès Ördög árok), també conegut com a örsz árka ("Csörsz Ditch") o Limes Sarmatiae ("frontera sarmàtica" en llatí), són diverses línies de fortificacions romanes construïdes principalment durant el regnat de Constantí I (312–337), que s'estén entre l'actual Hongria, Romania i Sèrbia.

## Història
Les fortificacions consistien en una sèrie de muralles i cunetes defensives de terra que envoltaven la plana del riu Tisza. S'estenien des d'Aquíncum (dins de la moderna Budapest) cap a l'est seguint la línia de les muntanyes dels Carpats del nord fins a les rodalia de Debrecen, i després cap al sud fins a Viminàcium (prop de la moderna Stari Kostolac).
Probablement van ser dissenyats per protegir els Iazyges, una tribu sàrmata que habitava la plana de Tisza i que Constantí havia reduït a estatus tributari de les incursions dels gots i dels gèpides dels voltants.
Alguns elements de les fortificacions, però, daten del segle ii, i probablement constituïen una línia defensiva anterior construïda sota l'emperador Marc Aureli (governat 161-80) en el moment de les guerres marcomanes, ocasió anterior que la plana de Tisza va ser ocupada pels romans.
El "Limes Sarmatiae" tenia la intenció d'ampliar el llim romà i es va construir al mateix temps que el mur de Constantí a Valàquia (connectat al llim Moesiae). Tanmateix, va ser destruïda al cap d'uns anys, a finals del segle IV.
De fet, el 374 dC, els Quadi, una tribu germànica a l'actual Moràvia i Eslovàquia, es reafirmava amb l'erecció de fortaleses romanes de les "Limes Sarmatiae" al nord i a l'est del Danubi, en el que consideraven el seu territori. Exasperats per l'assassinat del seu rei, Gabinius, van travessar el riu i van destruir la província de Pannònia.
El 375, l'emperador Valentinià I recuperar Panònia amb diverses legions. Després d'una curta campanya va derrotar ràpidament els Quadi i va reparar les fortificacions del "Limes Sarmatiae". No obstant això, durant una audiència amb una ambaixada dels Quadi a Brigetio al riu Danubi (actual Szőny a Hongria), l'actitud dels enviats va enfurismar tan Valentinià que va patir un ictus mentre els cridava amb ràbia, cosa que va provocar la seva mort el 17 de novembre.
Després de la seva mort, les baralles polítiques i la manca d'un bon lideratge a l'Imperi Romà van fer que les "Limes Sarmatiae" fossin envaïdes i destruïdes.